# T.U.F.F. Puppy
T.U.F.F. Puppy ist eine US-amerikanische animierte Comedyserie von Nickelodeon nach einer Idee von Butch Hartman.

## Inhalt
Der Hund Dudley Puppy und seine Freundin Kitty Katswell, eine Katze, sorgen in ihrer Heimatstadt Petropolis für Recht und Ordnung. Dazu treten sie der Geheimorganisation T.U.F.F. (Total Unerschrockene Fieslings-Fänger, engl. Turbo Undercover Fighting Force) bei, doch eine andere Organisation (D.O.O.M. = Diabolische Oberfieslinge Ohne Manieren, engl. Diabolical Order Of Mayhem) versucht das zu verhindern.

## Charaktere
- Dudley Puppy ist ein Hund im Erwachsenenalter der am Anfang der Serie bei seiner Mutter Peg lebte. Er trägt DNA von allen bekannten Hunderassen in sich und verfügt somit über alle Fähigkeiten seiner Artgenossen. Er ist sehr mutig, hilfsbereit jedoch auch albern, verspielt und nicht gerade der Intelligenteste.
- Kitty Katswell ist eine ausgebildete TUFF-Agentin und eine Katze. Sie ist sehr herrisch und zielstrebig, beherrscht alle Kampfsportarten der Welt und trägt die Verantwortung für ihren Partner Dudley. Sie kann verkrampft sein, ist aber auch manchmal mindestens genauso albern wie Dudley.
- Keswick ist ein genialer, stotternder Wissenschaftler. Er gehört einer unidentifizierten Spezies an. In der Episode "Agenten der Wahrheit" stellt sich heraus, dass Keswick ein Alien vom Planeten „Keswick“ ist, der nach Petropolis geflüchtet ist, da man nach ihm in seiner Heimat gefahndet hat. Er zeigt sehr skurrile Symptome in seiner Entwicklungsphase.
- Herbert Dumbrowski (von allen nur Chef genannt) ist der Vorsitzende Leiter von TUFF. Er ist ein Floh und neigt dazu Sachen nicht wirklich zu durchdenken.
- Peg Puppy ist Dudleys Mutter und sehr liebevoll. Sie weiß zuerst nichts von der Tätigkeit ihres Sohnes, jedoch akzeptierte sie es, als sie sah, wie gut er damit umgeht. Sie wird jedoch manchmal zum Troublemaker z. B. hatte sie schon ein Date mit Snaptrap.
- Eric ist ein gutaussehender Kater, der Wasserlieferant für TUFF und Kittys Schwarm. Dudley hat Kitty vorausgesagt, dass sie und er heiraten werden. Dudley wollte sie jedoch vor etwas mit Eric warnen, verlor jedoch dann seine Hellseherkräfte. Außerdem hat er einen unattraktiven Zwillingsbruder namens Derek.
- Der Fürchterliche Jimmy ist ein geistesgetörter Elch und Hausmeister von TUFF, welcher regelmäßig auftaucht. Die anderen TUFF-Agenten meiden den Kontakt zu ihm, da sie nicht wollen, dass seine Geisteskrankheit auf sie überspringen könnte. Sein bester und einziger Freund ist ein Wischmopp.

### Widersacher
- Verminious Snaptrap ist eine Ratte und der Erzfeind von TUFF. Er leitet die Organisation DOOM. Er ist sehr einfältig und eher harmlos. Aber auch verrückt was ihn durchaus zur Bedrohung macht. Ironischerweise hat er eine Käseallergie.
- Das Chamäleon ist ein diabolischer Schurke und besitzt einen Anzug der ihn in alles Mögliche verwandeln kann. Er ist der Erzfeind von Kitty, behauptet jedoch sein Erzfeind wäre das heiße Getränk.
- Birdbrain ist ein Blaubackiger Blautölpel und ein geniales Schurkenhirn. Er wird immer von seiner treuen Assistentin, dem Kolibri Zippy, begleitet. Seine Pläne haben immer etwas mit den Vögeln zu tun. Er leidet unter Minderwertigkeits-Komplexen, da er nicht fliegen kann. Er bekommt im Laufe der Serie zwei Arbeiter namens Eule und Fledermaus die er allerdings, wegen ihrer Dummheit, hasst.
- Quacky, die Ente ist ein Kinderstar, welcher sich jedoch im Laufe der Serie zum Schurken entwickelt. Seine Assistenten sollen Kindern beibringen wie man sich benimmt, wurden jedoch zu seinen Schurkenkomplizen. Bekannt ist sein bulliger Assistent Teile-Elch.
- King Karpfen ist ein Fisch der am Damm von Petropolis lebt. Er glaubt alles würde ihm gehören und war sein ganzes Leben lang allein, weswegen er sich lauter Fantasie-Untertanen ausdachte. Er hasst Dudley, weil er King Karpfen auf ein Sandwich legen wollte. Seitdem führt er eine Art erbitterten Krieg gegen Dudley, den er Hundekönig nennt, da er bei ihrem ersten Treffen eine Krone getragen hat.
- R.I.T.A. (steht für Robotisch-Intellektuelle Toaster-Applikation) ist ein Toaster und wurde bei TUFF von Keswick als Sekretärin erschaffen. Sie ist eigentlich gut gewesen, erhielt jedoch wegen ihrer Macht unermesslichen Größenwahn. Dudley, Keswick und Kitty konnten sie jedoch in einen Fluss stoßen und somit kurzschließen. Sie kam aber später zurück.
- Jack Hase ist Dudleys Vorgänger bei TUFF gewesen und kam in der Episode "Mein Name ist Hase" zurück zu TUFF. Er wollte seine ehemalige Partnerin Kitty zu "STUFF" umwerben, Dudley wurde jedoch misstrauisch. Als Kitty und Jack im STUFF-HQ ankamen entpuppte sich alles als eine Falle von Jack und Snaptrap. Dudley und Keswick konnten Kitty jedoch retten und Jack besiegen und hinter Gitter bringen. Jack wurde jedoch freigelassen und versucht seither vergeblich Kittys Vertrauen auf sich zu ziehen. Er ist eine Anspielung auf James Bond, da seine "Eröffnungssequenz" auf Liebesgrüße aus Moskau basiert und er andere immer mit den Worten:"Mein Name ist Hase, Jack Hase." begrüßt.
- D.O.O.M. ist eine Organisation geführt von Verminious Snaptrap. Folgende DOOM-Agenten sind namentlich bekannt:
  - Dr. Oliver "Oli" Dünnbrett ist Snaptraps rechte Hand und selbst klüger als er, jedoch ist er ihm treu. Wenn Snaptrap einen verrückten Plan ausheckt, dann gibt Oli häufig einen besseren Vorschlag für einen Plan.
  - Francesco ist ein Krokodil und Kämpfer bei DOOM. Er selbst ist sehr gefräßig und hat beispielsweise Snaptraps Hamster gefressen. In der Episode "Agenten der Wahrheit" stellt sich heraus, dass Francesco eigentlich Franziska heißt, da seine Mutter eine Tochter wollte.
  - Larry ist ein Mitarbeiter bei DOOM und offensichtlich nur Mitarbeiter damit Snaptrap ihn ins Haifischbecken werfen kann. Hierbei wird deutlich das Snaptrap ihn hasst. Er selbst wurde ebenfalls zur Bedrohung, als er Snaptrap kündigte, eröffnete er zusammen mit Francesco und Oli eine Organisation namens "GLOOM" (Genie Larrys Oberschurken ohne Manieren). In der Episode "Agenten der Wahrheit" stellt sich heraus, dass Larry nur von Snaptrap so gemobbt wird, da er in Snaptraps Augen als einziger Potenzial dazu hat ein Schurke zu sein.
  - Zudem gibt es noch viele namenlose Agenten.
- Der Stink-Bazillus ist ein Stinkkäfer, welcher vor Dudleys Zeit als TUFF-Agent, Petropolis mit seinem Gestank unsicher machte. Er wurde aber von den Bewohnern von Petropolis vertrieben. Seitdem versucht er Petropolis mit seinem Gestank zu verseuchen. Dudleys Spürnase ist sehr empfindlich gegen den Gestank des Schurken. Nur mit einer Erkältung konnte er den Schurken unschädlich machen.
- Katty Katswell ist Kittys kriminelle Zwillingsschwester, welche von ihrer eigenen Schwester ins Gefängnis gebracht wurde. Sie unterscheidet sich nur durch einen weißen Streifen im Haar, welchen Kitty nicht hat. Sie ist sehr habgierig und gibt sich oft als ihre Zwillingsschwester aus.
- Die Turbine ist eine kriminelle Bienen-Arbeiterin, welche versucht besser als die anderen zu sein. Sie ist sehr reizbar und denkt sich immer neue Identitäten aus die alle mit -Biene enden. Sie ist außerdem die kleine Schwester vom Terbienator und die Chefin von F.L.O.P.P.
- Das Wiiiiiiiiiesel (tatsächliche Schreibweise mit 9 "i"s) ist der böseste aller Schurken von Petropolis und jedermanns Feind. Er erscheint meistens sehr plötzlich und sobald er da ist verschwindet er auch wieder. Er ist sehr rachsüchtig, allerdings auch leicht zu überwältigen.

## Produktion und Veröffentlichung
Die Serie wurde von Billionfold und Nicktoons Productions produziert. Ab dem 2. Oktober 2010 wurde die Serie von Nickelodeon in den USA ausgestrahlt. In Deutschland wurde die Serie ab dem 1. August 2011 auf Nickelodeon ausgestrahlt.

## Synchronisation
Die Synchronisation der Serie erfolgte bei Krüger & Krüger in Hamburg. Dialogbuch und -regie führte Tammo Kaulbarsch.
| Originalname        | Originalsprecher       | Deutscher Sprecher |
| ------------------- | ---------------------- | ------------------ |
| Dudley Puppy        | Jerry Trainor          | Tim Knauer         |
| Kitty Katswell      | Grey DeLisle           | Mia Diekow         |
| Keswick             | Jeff Bennett           | Jens Wawrczeck     |
| Chef                | Daran Norris           | Daniel Welbat      |
| Verminious Snaptrap | Maddie Taylor          | Matthias Klimsa    |
| Ollie               | Jeff Bennett           | Rasmus Borowski    |
| Francisco           | Daran Norris           | Michael Bideller   |
| Larry               | Jeff Bennett           | Jens Wawrczeck     |
| Peg Puppy           | Leslie Carrara-Rudolph | Isabella Grothe    |
| Chamäleon           | Daran Norris           | Oliver Böttcher    |
| Birdbrain           | Rob Paulsen            | Kai Henrik Möller  |
| Tur-Biene           | Jerry Trainor          | Christine Pappert  |

## Staffeln

### Ausstrahlung
| Staffel   | Episoden | Ausstrahlung (USA) Nickelodeon | Ausstrahlung (Deutschland / Österreich) Nickelodeon |
| --------- | -------- | ------------------------------ | --------------------------------------------------- |
| Staffel 1 | 26       | 2. Oktober 2010 – 27. Mai 2012 | 1. August 2011 – 8. Dezember 2012                   |
| Staffel 2 | 26       | 27. Mai 2012 – 17. Mai 2014    | 29. Oktober 2012 – 31. Oktober 2014                 |
| Staffel 3 | 8        | 26. Juli 2014 – 4. April 2015  | 11. August 2014 – 20. August 2014                   |

### Episodenliste
| Nummer (gesamt) | Nummer (Staffel) | Deutscher Titel                   | Originaltitel               | Erstausstrahlung (Nickelodeon USA) | Erstausstrahlung (Nickelodeon Deutschland / Österreich) |
| 01              | 01               | Zwei wie Hund und Katze           | Purr-fect Partners          | 2. Oktober 2010                    | 1. August 2011                                          |
| 01              | 02               | Meister der Tarnung               | Doommates                   | 2. Oktober 2010                    | 1. August 2011                                          |
| 02              | 03               | Der supernette Schurke            | Mall Rat                    | 16. Oktober 2010                   | 1. August 2011                                          |
| 02              | 04               | Operation: Herzlichen Glückwunsch | Operation: Happy Birthday   | 16. Oktober 2010                   | 1. August 2011                                          |
| 03              | 05               | Gesnapnappt                       | Snapnapped                  | 6. November 2010                   | 2. August 2011                                          |
| 03              | 06               | Der Besuch der Alten Dame         | Mom-a-Geddon                | 6. November 2010                   | 3. August 2011                                          |
| 04              | 07               | In entspannter Mission            | Cruisin’ for a Bruisin’     | 9. Oktober 2010                    | 4. August 2011                                          |
| 04              | 08               | Verliebt in einen Pudel           | Puppy Love                  | 9. Oktober 2010                    | 5. August 2011                                          |
| 05              | 09               | Toast oder lebendig               | Toast of T.U.F.F.           | 23. Oktober 2010                   | 8. August 2011                                          |
| 05              | 10               | Die Agenten-WG                    | Share-a-Lair                | 23. Oktober 2010                   | 9. August 2011                                          |
| 06              | 11               | Hund unter Hypnose                | Dog Daze                    | 27. November 2010                  | 10. August 2011                                         |
| 06              | 12               | Schrumpfhund                      | Internal Affairs            | 27. November 2010                  | 10. August 2011                                         |
| 07              | 13               | Eiskalter Hund                    | Chilly Dog                  | 27. November 2010                  | 12. August 2011                                         |
| 07              | 14               | Die Doomies                       | The Doomies                 | 27. November 2010                  | 15. August 2011                                         |
| 08              | 15               | Tag des Donners                   | Thunder Dog                 | 12. Februar 2011                   | 16. August 2011                                         |
| 08              | 16               | Papa Snaptrap                     | Snap Dad                    | 12. Februar 2011                   | 17. August 2011                                         |
| 09              | 17               | Eisenköter                        | Iron Mutt                   | 26. Februar 2011                   | 18. August 2011                                         |
| 09              | 18               | Mein Name ist Hase                | The Wrong Stuff             | 26. Februar 2011                   | 19. August 2011                                         |
| 10              | 19               | Donut der Vergangenheit           | Watch Dog                   | 15. Januar 2011                    | 22. August 2011                                         |
| 10              | 20               | Halskrause des Glücks             | Mind Trap                   | 15. Januar 2011                    | 12. August 2011                                         |
| 11              | 21               | Dachschaden                       | Forget Me Mutt              | 9. April 2011                      | 19. September 2011                                      |
| 11              | 22               | Nur nicht denken!                 | Mind Trap                   | 9. April 2011                      | 20. September 2011                                      |
| 12              | 23               | Kinderkram                        | Kid Stuff                   | 13. August 2011                    | 1. Oktober 2011                                         |
| 12              | 24               | Die Super-Duper-Gangster-Jäger    | Super Duper Crime Busters   | 13. August 2011                    | 21. September 2011                                      |
| 13              | 25               | Mission: Ganz wichtige Mission    | Mission: Really Big Mission | 31. März 2012                      | 13. September 2011                                      |
| 14              | 26               | Dudley allein zu Haus             | Frisky Business             | 13. August 2011                    | 19. Dezember 2011                                       |
| 14              | 27               | Extrem heiß frisiert              | Hot Dog                     | 13. August 2011                    | 11. November 2011                                       |
| 15              | 28               | Die Schule des Bösen              | Disobedience School         | 16. August 2011                    | 22. Dezember 2011                                       |
| 15              | 29               | King Karpfen                      | The Dog Who Cried Fish      | 16. August 2011                    | 11. November 2011                                       |
| 16              | 30               | Doom und Gloom                    | Doom and Gloom              | 26. November 2011                  | 11. Januar 2012                                         |
| 16              | 31               | Der große Mief                    | Law and Odor                | 26. November 2011                  | 14. November 2011                                       |
| 17              | 32               | Rattenplage                       | The Rat Pack                | 19. August 2011                    | 7. Januar 2012                                          |
| 17              | 33               | Der letzte Tölpel                 | Booby Trap                  | 19. August 2011                    | 8. Januar 2012                                          |
| 18              | 34               | Der Fluch von König Köter         | The Curse of King Mutt      | 10. Oktober 2011                   | 14. Januar 2012                                         |
| 18              | 35               | Gähnende Langeweile               | Bored of Education          | 10. Oktober 2011                   | 15. Januar 2012                                         |
| 19              | 36               | Der Camp-Champ-Preis              | Snappy Campers              | 17. September 2011                 | 21. Januar 2012                                         |
| 19              | 37               | Der Glücksschnabel                | Lucky Duck                  | 17. September 2011                 | 22. Januar 2012                                         |
| 20              | 38               | Ein Freund, ein guter Freund      | Guard Dog                   | 10. Oktober 2011                   | 28. Januar 2012                                         |
| 20              | 39               | Mit Schirm, Charme und Schinken   | Dog Save the Queen          | 10. Oktober 2011                   | 29. Januar 2012                                         |
| 21              | 40               | Tuffe Weihnachten                 | A Doomed Christmas          | 10. Dezember 2011                  | 8. Dezember 2012                                        |
| 22              | 41               | Das Klassentreffen                | Big Dog On Campus           | 16. Januar 2012                    | 22. Oktober 2012                                        |
| 22              | 42               | Der beste Freund                  | Dog's Best Friend           | 16. Januar 2012                    | 22. Oktober 2012                                        |
| 23              | 43               | Dumm gelaufen                     | Dudley Do-Wrong             | 6. Mai 2012                        | 23. Oktober 2012                                        |
| 23              | 44               | Ausgeschaltet                     | Puppy Unplugged             | 6. Mai 2012                        | 23. Oktober 2012                                        |
| 24              | 45               | Chef Puppy                        | Top Dog                     | 20. Mai 2012                       | 24. Oktober 2012                                        |
| 24              | 46               | Quackys Restaurant                | Quack In The Box            | 20. Mai 2012                       | 24. Oktober 2012                                        |
| 25              | 47               | Affentheater                      | Monkey Business             | 21. April 2012                     | 25. Oktober 2012                                        |
| 25              | 48               | Kittys Tagebuch                   | Diary Of A Mad Cat          | 21. April 2012                     | 25. Oktober 2012                                        |
| 26              | 49               | Verlogener Hund                   | Lie Like A Dog              | 27. Mai 2012                       | 26. Oktober 2012                                        |
| 26              | 50               | Kalter Fisch                      | Cold Fish                   | 27. Mai 2012                       | 26. Oktober 2012                                        |

| Nummer (gesamt) | Nummer (Staffel) | Deutscher Titel                | Originaltitel                       | Erstausstrahlung (Nickelodeon USA) | Erstausstrahlung (Nickelodeon Deutschland / Österreich) |
| 27              | 51               | Die Kindheitskanone            | Pup Daddy                           | 3. Juni 2012                       | 29. Oktober 2012                                        |
| 27              | 52               | Auf süßer Mission              | Candy Cane-ine                      | 3. Juni 2012                       | 29. Oktober 2012                                        |
| 28              | 53               | Nachspioniertag                | Freaky Spy Day                      | 13. Mai 2012                       | 30. Oktober 2012                                        |
| 28              | 54               | Hundemüde                      | Dog Tired                           | 13. Mai 2012                       | 30. Oktober 2012                                        |
| 29              | 55               | Die neue Hütte                 | Dog House                           |                                    | 31. Oktober 2012                                        |
| 29              | 56               | Verloren in Raum und Zeit      | Time Waits For No Mutt              |                                    | 31. Oktober 2012                                        |
| 30              | 57               | Verliebt in einen Vogel        | Love Bird                           |                                    | 1. November 2012                                        |
| 30              | 58               | Bluff Puppy                    | Bluff Puppy                         |                                    | 1. November 2012                                        |
| 31              | 59               | Besuch aus der Zukunft         | Bark To The Future                  | 13. Oktober 2012                   | 2. November 2012                                        |
| 31              | 60               | Licht, Kamera, Quacktion       | Lights, Camera, Quacktion           | 13. Oktober 2012                   | 2. November 2012                                        |
| 32              | 61               | Begegnung der unheimlichen Art | Close Encounters of the Doomed Kind |                                    | 24. Juni 2013                                           |
| 32              | 62               | Goldgräberstimmung             | Golden Retriever                    | .27. Dezember 2013                 | 24. Juni 2013                                           |
| 33              | 63               | Die Rattenfalle                | Rat Trap                            |                                    | 27. Juni 2013                                           |
| 33              | 64               | Agent des Jahres               | Agent of the Year                   |                                    | 26. Juni 2013                                           |
| 34              | 65               | Happy Heul O Ween              | Happy Howl O Ween                   | 27. Oktober 2012                   | 31. Oktober 2014                                        |
| 35              | 66               | Tuffe Entscheidungen           | TUFF Choices                        |                                    | 28. Juni 2013                                           |
| 35              | 67               | Heul doch!                     | Sob Story                           |                                    | 28. Juni 2013                                           |
| 36              | 68               | Der letzte Schrei!             | Hush Puppy                          |                                    | 2. Juli 2013                                            |
| 36              | 69               | Die Geburtstagsfeier           | Quacky Birthday                     |                                    | 2. Juli 2013                                            |
| 37              | 70               | Bis das DOOM uns scheidet      | Till Doom Do Us Part                |                                    | 4. Juli 2013                                            |
| 38              | 71               | Tierisch groß                  | Barking Tall                        |                                    | 8. Juli 2013                                            |
| 38              | 72               | Fiese Eier                     | Bad Eggs                            |                                    | 8. Juli 2013                                            |
| 39              | 73               | Blick in die Zukunft           | Mutts and Bolts                     |                                    | 10. Juli 2013                                           |
| 39              | 74               | Der Ruf der Natur              | Bark to Nature                      |                                    | 10. Juli 2013                                           |
| 40              | 75               | Echte Kopien                   | Carbon Copies                       |                                    | 12. Juli 2013                                           |
| 40              | 76               | Tuffe Kekse                    | TUFF Cookies                        |                                    | 12. Juli 2013                                           |
| 41              | 77               | Schauspielen ist TUFF          | Acting TUFF                         |                                    | 16. Juli 2013                                           |
| 41              | 78               | Ein Krimineller Geist          | Subliminal Criminal                 |                                    | 16. Juli 2013                                           |
| 42              | 79               | TUFF wird Verkauft             | TUFF Sell                           |                                    | 19. Juli 2013                                           |
| 42              | 80               | Dudley wird Verpetzt           | Tattle Tale                         |                                    | 18. Juli 2013                                           |
| 43              | 81               | Die doppelte Kitty             | A Tale of Two Kitties               | 17. Mai 2014                       | 28. Juli 2014                                           |
| 43              | 82               | Fliegender Hund                | Pup in the Air                      | 17. Mai 2014                       | 28. Juli 2014                                           |
| 44              | 83               | Agenten der Wahrheit           | True Spies                          | 3. Mai 2014                        | 29. Juli 2014                                           |
| 44              | 84               | Der Bagel und das Biest        | Bagel and the Beast                 | 3. Mai 2014                        | 29. Juli 2014                                           |
| 45              | 85               | König der Schlammkäfer         | Mud with Power                      | 7. August 2014                     | 30. Juli 2014                                           |
| 45              | 86               | Der Hund des Gesetzes          | Legal Beagle                        | 7. August 2013                     | 30. Juli 2014                                           |
| 46              | 87               | Der Buchstabierwettbewerb      | The Spelling Bee                    | 19. April 2014                     | 31. Juli 2014                                           |
| 46              | 88               | Bei Keswick allein Zuhaus      | House Broken                        | 19. April 2014                     | 31. Juli 2014                                           |
| 47              | 89               | Im Tanzfieber                  | Dancin’ Machine                     | 3. Mai 2014                        | 1. August 2014                                          |
| 47              | 90               | Gut, böse, Quacki              | The Good, The Bad and The Quacky    | 3. Mai 2014                        | 1. August 2014                                          |
| 48              | 91               | Alles auf Pause                | Puppy Pause                         | 10. Mai 2014                       | 4. August 2014                                          |
| 48              | 92               | Das fiese Wiesel               | Pup Goes The Weasel                 | 10. Mai 2014                       | 4. August 2014                                          |
| 49              | 93               | Der Hund im Schafspelz         | Sheep Dog                           | 9. August 2013                     | 5. August 2014                                          |
| 49              | 94               | Mütternapping                  | Mom’s Away                          | 9. August 2013                     | 5. August 2014                                          |
| 50              | 95               | Die Feiertagsfieslinge         | Crime Takes a Holiday               | 19. April 2014                     | 6. August 2014                                          |
| 50              | 96               | Die Macht der Pflanzen         | Flower Power                        | 19. April 2014                     | 6. August 2014                                          |
| 51              | 97               | Organisiertes Verbrechen       | Organized Crime                     | 10. Mai 2014                       | 7. August 2014                                          |
| 51              | 98               | Das perfekte Team              | Match Me If You Can                 | 10. Mai 2014                       | 7. August 2014                                          |
| 52              | 99               | Freundin oder Feindin?         | Girlfriend or Foe?                  | 17. Mai 2014                       | 8. August 2014                                          |
| 52              | 100              | Blöd vor Angst                 | Scared Wit-Less                     | 17. Mai 2014                       | 8. August 2014                                          |

| Nummer (gesamt) | Nummer (Staffel) | Deutscher Titel             | Originaltitel       | Erstausstrahlung (Nickelodeon USA) | Erstausstrahlung (Nickelodeon Deutschland / Österreich) |
| 53              | 101              | Total entgutisiert          | Barking Bad         |                                    | 11. August 2014                                         |
| 53              | 102              | Die Hirnhose                | Smarty Pants        |                                    | 11. August 2014                                         |
| 54              | 103              | Herzog Hosenlos             | Great Scott         |                                    | 12. August 2014                                         |
| 54              | 104              | Biene auf Abwegen           | To Be Or Not To Bee |                                    | 12. August 2014                                         |
| 55              | 105              | Entspannungstraining        | While The Cats Away |                                    | 13. August 2014                                         |
| 55              | 106              | Der Honig-Putsch            | Sweet Revenge       |                                    | 13. August 2014                                         |
| 56              | 107              | Doktor von Ver und zu Steck | Hide and Ghost Seek |                                    | 14. August 2014                                         |
| 56              | 108              | Die Karpfen-Crew            | Cod Squad           |                                    | 14. August 2014                                         |
| 57              | 109              | Liebe ist TUFF              | TUFF Love           |                                    | 15. August 2014                                         |
| 57              | 110              | Der Versager der Lüfte      | Soar Loser          |                                    | 15. August 2014                                         |
| 58              | 111              | Lügenduett                  | Dead or a Lie       |                                    | 18. August 2014                                         |
| 58              | 112              | Die Touristenfalle          | Tourist Trap        |                                    | 18. August 2014                                         |
| 59              | 113              | Luftikus                    | Puff Puppy          |                                    | 19. August 2014                                         |
| 59              | 114              | Der Chef im Stress          | Stessed to Kill     |                                    | 19. August 2014                                         |
| 60              | 115              | Das Ende ist tuff           | T.U.F.F. Break Up   | 26. Juli 2014                      | 20. August 2014                                         |